# Judd Winick
Judd Winick   (Long Island, 12 de febrer de 1970) és un dibuixant, guionista de còmics i escriptor, a més d'una antiga personalitat de la telerealitat. Va guanyar fama per primera vegada per la seva participació al programa The Real World: San Francisco de la MTV el 1994, abans de tenir èxit com a creador de còmics amb Pedro and Me, una novel·la gràfica autobiogràfica sobre la seva amistat amb el seu company de repartiment de The Real World i educador sobre la sida, Pedro Zamora. Winick va escriure llargues temporades per a les sèries Green Lantern i Green Arrow de DC Comics i va crear la sèrie animada de televisió The Life and Times of Juniper Lee per a Cartoon Network, que va durar tres temporades.
Com a part de la seva etapa a Batman, Winick va escriure la història del 2005 "Under the Hood", que presentava el retorn de Jason Todd, el segon Robin (que va ser assassinat pel Joker a la història del 1988 "A Death in the Family"), que ara opera com l'antiheroi Red Hood. Winick també va escriure la minisèrie preqüela Red Hood: The Lost Days, que detallava la naturalesa exacta de la resurrecció de Todd, així com la pel·lícula d'animació Batman: Under the Red Hood, que va adaptar la seva història original a la pantalla.

## Biografia
Winick va néixer el 12 de febrer de 1970 en una família jueva, i va créixer a Dix Hills, Nova York. De jove, Winick llegia inicialment còmics de superherois, però això va canviar quan va llegir la novel·la gràfica de Kyle Baker "Why I Hate Saturn", que Winick va dir en una entrevista del 2015 que encara llegeix un cop l'any. Winick també cita Bloom County: Loose Tails de Berke Breathed com la primera col·lecció d'aquella tira que li va canviar la vida, una que el va impulsar a passar els següents deu anys "imitant horriblement" l'estil de Breathed.
Winick es va graduar de l'institut el 1988 i va ingressar a l'Escola d'Art de la Universitat de Michigan, Ann Arbor, amb la intenció d'emular els seus herois dibuixants, com ara Breathed i Garry Trudeau. La seva tira còmica, "Nuts and Bolts", va començar a aparèixer al diari de l'escola, el Michigan Daily, durant el seu primer any, i va ser seleccionat per parlar a la graduació. La universitat va publicar una petita tirada impresa d'una col·lecció de les seves tires anomenada Watching the Spin-Cycle: The Nuts & Bolts Collection . Durant el seu últim any, Universal Press Syndicate, que sindica tires com ara Doonesbury i Calvin & Hobbes, va oferir a Winick un contracte de desenvolupament.

## Carrera professional
Després de graduar-se, Winick va viure en un apartament a Beacon Hill, Boston, Massachusetts, amb el seu company escriptor Brad Meltzer, lluitant per desenvolupar Nuts and Bolts per a UPS, mentre treballava en una llibreria. L'1 de gener de 1993, UPS va decidir no renovar la franja de Winick per a la sindicació, ja que considerava que no podia competir en el mercat actual. Winick no va poder aconseguir la sindicació amb una altra empresa i es va veure obligat a tornar a viure amb els seus pares a mitjans de 1993, fent treballs de samarreta poc satisfactoris per a companyies cerveseres. Winick tenia Nuts & Bolts en desenvolupament amb la cadena de televisió infantil Nickelodeon com a sèrie animada, fins i tot convertint els personatges humans en ratolins i proposant nous títols com Young Urban Mice i Rat Race, però no va resultar res.

### El món real: San Francisco

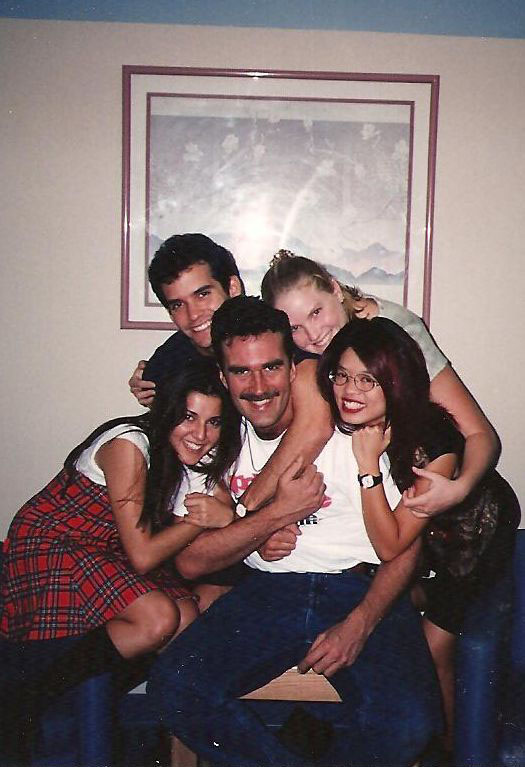
Winick (a dalt a l'esquerra) el 1994 amb (d'esquerra a dreta): Rachel Campos, Alex Escarno, Cory Murphy i la seva xicota d'aleshores (ara esposa) Pam Ling

Winick va sol·licitar participar al programa de telerealitat de la cadena MTV, The Real World: San Francisco, amb l'esperança d'aconseguir fama i un impuls professional. Durant el procés de càsting, els productors del programa van dur a terme una entrevista en vídeo en persona amb Winick. Quan li van preguntar com se sentiria vivint amb algú seropositiu, Winick va donar el que va considerar una resposta entusiasta i políticament correcta, tot i les reserves. Winick va ser acceptat com a membre del repartiment del programa el gener de 1994. Els productors van informar als companys de pis que viurien amb algú seropositiu, però no van revelar qui era. Winick i els seus sis companys de repartiment (Mohammed Bilal, Rachel Campos, Pam Ling, Cory Murphy, David "Puck" Rainey i Pedro Zamora) es van mudar a la casa del número 949 del carrer Lombard a Russian Hill el 12 de febrer, coincidint amb el 24è aniversari de Winick. Winick va compartir pis amb Pedro Zamora. Tot i que Cory Murphy, que va ser el primer company de pis que va conèixer Zamora, va descobrir que era seropositiu quan van agafar el tren junts de Los Angeles a San Francisco, Winick va descobrir que Zamora era el company de pis que tenia sida després que Winick i Zamora haguessin decidit ser companys de pis, quan Zamora li va dir que era educador sobre la sida, i posteriorment va mostrar el seu àlbum de retalls a Winick i als altres companys de pis.
La tira de Winick sobre Nuts and Bolts va començar a publicar-se al San Francisco Examiner el març d'aquell any.
Winick, que és jueu, es va ofendre per la decisió de Rainey de portar una samarreta que representava quatre pistoles disposades en forma d'esvàstica, i per la negativa de Rainey a accedir a la petició de Winick de no portar-la.
Després que acabés el rodatge de la temporada, Winick i Ling es van traslladar a Los Angeles per continuar la seva relació.
A l'agost de 1994, la salut de Zamora va començar a deteriorar-se. Després d'ingressar a l'hospital, va demanar a Winick que el substituís en una conferència nacional sobre educació sobre la sida. Quan Zamora va morir l'11 de novembre de 1994, Winick i Ling eren al seu costat. Winick va continuar la tasca educativa de Zamora durant un temps després d'això.

### 1994 – 2001

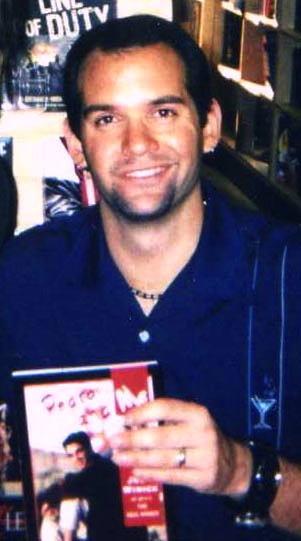
Winick al Midtown Comics Grand Central de Nova York, el 24 de juny de 2004

Winick va dissenyar il·lustracions per a The Complete Idiot's Guide to... sèrie de llibres, i en va fer més de 300, inclosa la línia orientada a la informàtica d'aquella sèrie. Una col·lecció de dibuixos animats dels títols relacionats amb la informàtica es va publicar el 1997 com a Terminal Madness, The Complete Idiot's Guide Computer Cartoon Collection.
Mentre treballava a Pedro and Me, Winick va començar a treballar en còmics, començant amb una vinyeta d'una pàgina de Frumpy the Clown a la sèrie antològica Oni Press, Oni Double Feature nùm 3, el 1998, abans de passar a fer històries més llargues, com ara Road Trip en dues parts, que es va publicar als números 9 i 10 del mateix llibre. Road Trip va ser nominada al Premi Eisner a la Millor Història Seqüencial.
Winick va seguir amb una minisèrie de tres números, The Adventures of Barry Ween, Boy Genius, sobre un noi prodigi cínic i profà de l'escola primària, que inventa una infinitat d'aparells futuristes que ningú més que el seu millor amic coneix. Barry Ween va ser publicat per Image Comics de març a maig de 1999, amb dues minisèries posteriors, The Adventures of Barry Ween, Boy Genius 2.0 i The Adventures of Barry Ween, Boy Genius: Monkey Tales (retitulada The Adventures of Barry Ween, Boy Genius 3 o The Adventures of Barry Ween, Boy Genius: Gorilla Warfare en les edicions completes), publicades per Oni Press, que va publicar col·leccions de butxaca de les tres minisèries.
La novel·la gràfica de Winick, Pedro and Me: Friendship, Loss, and What I Learned, es va publicar el setembre del 2000. Va rebre sis premis de l'American Library Association, va ser nominada a un premi Eisner, va fer guanyar a Winick el seu primer premi GLAAD, ha estat elogiada per creadors com Frank Miller, Neil Gaiman i Armistead Maupin, i s'ha incorporat als currículums escolars de tot el país.

### DC Comics, treballs televisius iHilo
El treball de Winick en còmics de superherois convencionals va rebre atenció per les històries en què explora temes gais o orientats a la sida. En la seva primera tasca regular com a guionista en un còmic de superherois mensual, Green Lantern de DC Comics, Winick va escriure una història en què Terry Berg, un assistent del personatge principal, emergia com a personatge gai a Green Lantern núm.137 (juny de 2001) i a Green Lantern nùm. 154 (novembre de 2002) la història titulada "Hate Crime" va guanyar reconeixement mediàtic quan Terry va ser brutalment colpejat en un atac homòfob. Winick va ser entrevistat al programa de Phil Donahue a la MSNBC per aquesta història el 15 d'agost de 2002, i va rebre dos premis GLAAD més pel seu treball a Green Lantern.
El 2003, Judd Winick va deixar Green Lantern per una altra sèrie de DC, Green Arrow, començant amb el número 26 d'aquest títol (juliol de 2003). Va obtenir més reconeixement mediàtic per Green Arrow núm. 43 (desembre de 2004), en què va revelar que la pupil·la de 17 anys de Green Arrow, una antiga fugitiva convertida en prostituta anomenada Mia Dearden, era seropositiva. Al número 45 (febrer de 2005), Winick va fer que Dearden adoptés la identitat de Speedy, la segona companya de Green Arrow que portava aquest nom, convertint-la en la superheroïna VIH més destacada que protagonitza un còmic en curs, una decisió per la qual Winick va ser entrevistada a la CNN.
El 2003, Winick va escriure una minisèrie de cinc números per al segell Vertigo de DC anomenada Blood & Water, sobre un jove amb una malaltia terminal els dos amics del qual li revelen que són vampirs i que volen salvar-li la vida convertint-lo ell mateix en un vampir.

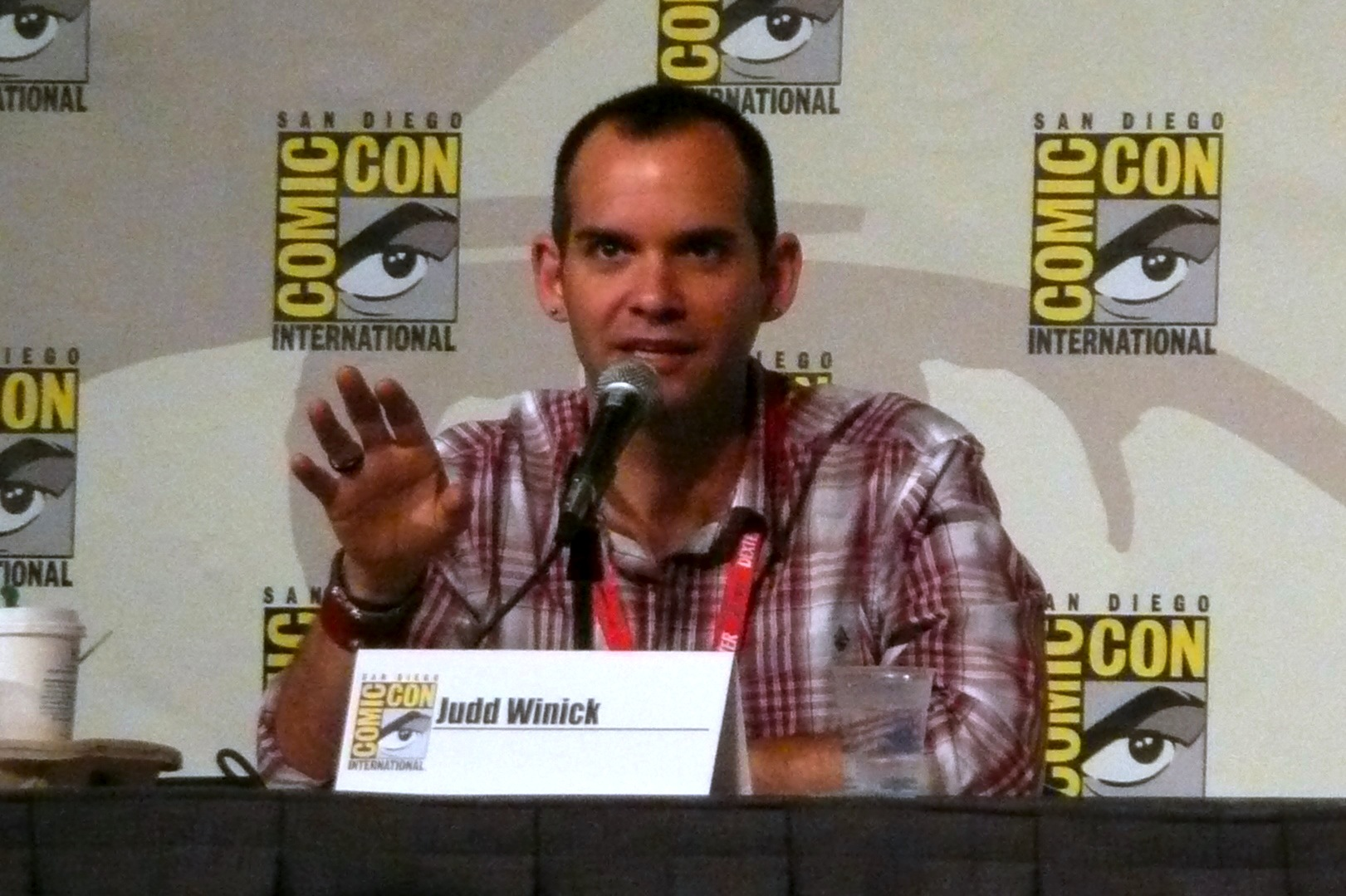
Winick a la Comic-Con de San Diego de 2010

Altres treballs de Winick en còmics inclouen Batman, The Outsiders i Exiles de Marvel. El 2005 va coescriure Countdown to Infinite Crisis, un còmic d'una sola tirada que va iniciar la història de "Infinite Crisis", amb Geoff Johns i Greg Rucka. Winick va ser el responsable de ressuscitar Jason Todd, el segon personatge conegut com a Robin, el company de Batman, i convertir-lo en el nou Red Hood, el segon vilà de Batman amb aquest nom. Aquell mateix any, Winick va crear un programa de televisió animat anomenat The Life and Times of Juniper Lee el 2005, que es va emetre durant tres temporades a Cartoon Network . A més de crear la sèrie i els personatges, també ha dirigit els actors de veu juntament amb Susan Blu.
Entre setembre de 2005 i març de 2006, Winick va escriure la sèrie limitada de quatre números de Captain Marvel / Superman, Superman/Shazam: First Thunder, amb dibuixos de Josh Middleton. Winick va continuar la seva feina amb la família Marvel en una sèrie limitada de 12 números titulada The Trials Of Shazam!, i va continuar la seva feina amb Green Arrow amb el Green Arrow/Black Canary Wedding Special del 2007, que va donar lloc a les sèries en curs Green Arrow i Black Canary, dels quals Winick va escriure els primers 14 números. El novembre de 2007, DC va llançar un especial de Teen Titans East, una preqüela de Titans, amb guió de Winick. Després de la història de "Battle for the Cowl", Winick va assumir la direcció de l'escriptura de Batman durant quatre números. Va coescriure amb Keith Giffen la revista quinzenal de 26 números Justice League: Generation Lost, un títol que alternava amb Brightest Day. A més, va ser escriptor habitual a la sèrie mensual Power Girl.
Winick va escriure el guió de la pel·lícula d'animació directament en DVD del 2010 Batman: Under the Red Hood, que es basava en l'arc argumental de 1988-89 "Batman: A Death in the Family" i l'arc argumental de 2005 "Batman: Under the Hood" que va escriure al còmic de Batman.
A partir del setembre de 2011, Winick va començar a escriure noves sèries de Catwoman i Batwing que es van llançar com a part del reinici de la continuïtat de DC Comics, The New 52. La sèrie Catwoman va ser criticada per alguns lectors per centrar-se en la sexualitat de Selina Kyle, en particular per les escenes que mostraven la seva relació sexual amb Batman. Winick va respondre que era DC qui desitjava aquest to.
Winick va ser el guionista principal de The Awesomes, una sèrie de comèdia de superherois animada creada per Seth Meyers i Mike Shoemaker per a Hulu. Va debutar l'1 d'agost de 2013 i va acabar el 3 de novembre de 2015.
El juliol de 2012, Winick va anunciar que deixava Catwoman després del número 12, per crear una novel·la gràfica original per a totes les edats anomenada Hilo (es pronuncia "High-Low"), una decisió que, segons Winick, es va inspirar un any abans quan el seu fill, que aleshores tenia set anys, li va demanar que li llegís la seva obra. Com que no tenia material adequat per a la seva edat, Winick li va donar "Bone" de Jeff Smith, que tant el pare com el fill van gaudir, i van decidir crear una història per a totes les edats que el seu fill pogués llegir. La sèrie a tot color, el to i els visuals de la qual Winick descriu com a "part ET, part Doctor Who, part Peanuts i Calvin and Hobbes", és protagonitzada per un noi de poble anomenat DJ, la vida del qual fa un gir inesperat quan un noi misteriós anomenat Hilo cau del cel i porta DJ i la seva amiga Gina a aventures que inclouen robots, extraterrestres i una missió per salvar el món. La sèrie representa la primera obra d'art de Winick des de The Adventures of Barry Ween, Boy Genius: Gorilla Warfare del 2002, així com el seu primer llibre infantil. Està publicat per Random House, i el primer llibre es va publicar el setembre de 2015. L'acord és per tres llibres, tot i que Winick té previst tenir un total de sis novel·les gràfiques quan la història estigui acabada, i espera publicar un llibre cada sis mesos. Els dos primers volums de la sèrie Hilo, Hilo, el noi que es va estavellar a la Terra i Hilo, salvant tot el món, són èxits de vendes del New York Times.

## En la cultura popular
A Pedro, la pel·lícula del 2008 que dramatitza la vida de Pedro Zamora, Winick és interpretat per Hale Appleman. Winick i la seva dona Pam Ling apareixen en un cameo en una escena on Jenn Liu i Alex Loynaz, com a Ling i Zamora, es troben en unes escales.

## Vida personal
Després d'aparèixer a The Real World, Winick i la seva antiga coprotagonista, Pam Ling, van començar a sortir. Winick li va proposar matrimoni amb un dibuix animat que va fer per a l'ocasió, i que li va presentar mentre portava un vestit de goril·la. La vinyeta presentava a Ling dues opcions per respondre a la seva proposta. Després que ella acceptés la seva proposta, ell va convocar tres Elvis cantants. Winick i Ling es van casar en una cerimònia civil el 26 d'agost de 2001. L'escriptor Armistead Maupin va parlar a la cerimònia. Va ser la primera vegada que dos membres del repartiment de The Real World es van casar. A partir del setembre del 2000, vivien a l'Upper Haight de San Francisco. A partir del 2024, tenen dos fills, un fill i una filla, que s'esforcen per mantenir fora dels focus d'atenció, preferint ometre fotos d'ells a les xarxes socials i esmentar els seus noms a les entrevistes.

## Premis i nominacions

### Victòries
- Millor llibre de Publishers Weekly de l'any 2000, per a Pedro i jo
- Premi Bay Area Book Reviewers 2000 a la millor literatura infantil, per Pedro and Me[24]
- Premi d'Honor Robert F. Sibert al Llibre Informatiu 2001, per Pedro i jo[24]
- Citació destacada de llibres infantils de l'Associació Americana de Biblioteques del 2001, per a Pedro i jo[24][25]
- Llibre d'honor de no-ficció de la Taula Rodona Gai, Lesbiana, Bisexual i Transgènere de l'Associació Americana de Biblioteques del 2001, per a Pedro and Me[24]
- Millors llibres per a joves adults, per a Pedro i jo, de l'Associació Americana de Biblioteques, 2001[25]
- 2001 American Library Association Llibres de butxaca populars per a joves adults, per a Pedro i jo[25]
- Seleccions ràpides de l'Associació Americana de Biblioteques per a lectors joves reticents, per a Pedro i jo, 2001[25]
- Associació de Serveis de Biblioteques per a Joves Adults. Selecció ràpida per a lectors reticents, per a en Pedro i jo[24][26]
- Novel·les gràfiques destacades de YALSA, per a Pedro i jo[24]
- Butlletí Llibre de la Cinta Blava, per a en Pedro i jo[24][25]
- Premi America's Award for Children's and Young Adult Literature, llista altament recomanada (premi patrocinat pel Consorci Nacional de Programes d'Estudis Llatinoamericans—CLASP), per Pedro and Me[24]
- Premi GLAAD Media 2001 al millor còmic, per Pedro and Me
- Premi GLAAD Media 2002 al millor còmic, per Green Lantern
- Premi GLAAD Media 2003 al millor còmic, per Green Lanternref name=CBR>Weiland, Jonah (June 13, 2003). "Green Lantern honored by GLAAD". Comic Book Resources.</ref>

### Nominacions
- Nominació al Premi Eisner 2000 a la millor novel·la gràfica original, per Pedro and Me
- Nominat al Premi Stonewall del Llibre de l'Associació Americana de Biblioteques 2001, per Pedro and Me
- Nominat al Premi de Llibre Juvenil de Carolina del Sud (2003–2004), per Pedro and Me[25]
- 19è Premi GLAAD Media al Millor Còmic, per The Outsiders (compartit amb Greg Rucka i Tony Bedard)